# جی سیلورهیلز
جی سیلورهیلز (انگلیسی: Jay Silverheels؛ ۲۶ مه ۱۹۱۲ – ۵ مارس ۱۹۸۰) یک هنرپیشه اهل کانادا بود. وی بین سال‌های ۱۹۳۷ تا ۱۹۸۰ میلادی فعالیت می‌کرد.
از فیلم‌ها یا برنامه‌های تلویزیونی که وی در آن نقش داشته است، می‌توان به کی لارگو، آوای جنگل و یک سرخپوست کوچک اشاره کرد.